# Репродуктивна справедливість
Репродуктивна справедливість — це «право людини підтримувати особисту тілесну автономію, мати дітей, або не мати дітей, виховувати дітей в безпечних та стійких спільнотах», як визначає цей термін SisterSong Women of Color Reproductive Justice Collective — перша організація, засновниця руху за репродуктивну справедливість.
Репродуктивна справедливість, відмінна від руху за репродуктивні права 1970-х, виникла як рух, оскільки жінки з низькими доходами, жінки кольору, жінки з інвалідністю та ЛБК+жінки відчували себе маргіналізованими в русі за репродуктивні права. Жінки вважали, що рух за репродуктивні права зосереджений насамперед на русі за право на аборт та русі проти абортів. Рух за репродуктивну справедливість приділяє увагу таким факторам, як раса та соціальний клас, які обмежують свободу маргіналізованих жінок робити усвідомлений вибір щодо вагітності, нав’язуючи гнітючі обставини або обмежуючи доступ до послуг, включаючи, але не обмежуючись, аборт, екстрену контрацепцію, а також доступний догляд та сексуальну освіту. Репродуктивна справедливість зосереджується на практичному доступі до абортів, а не на правах на аборт, стверджуючи, що законне право на аборт є безглуздим для жінок, які не можуть отримати доступ до нього через вартість, відстань до найближчого постачальника чи інші подібні перешкоди.
Репродуктивна справедливість охоплює широке коло питань, що впливають на репродуктивне життя маргіналізованих жінок, в тому числі доступ до: контрацепції, сексуальної освіти, профілактики та лікування інфекцій, що передаються статевим шляхом, альтернативні варіанти пологів, адекватної пренатальної турботи та догляду під час вагітності, допомоги при домашньому насильстві, достатня заробітна плата для підтримки сімей та безпечні домівки.
У 1997 році 16 організацій кольорових жінок, які представляють чотири спільноти — індіанок, латиноамериканок, афроамериканок та азіаток — заснували некомерційну організацію SisterSong для створення національного руху за репродуктивну справедливість. На початку 2000-х років почали формуватися додаткові організації репродуктивної юстиції.

## Історія
Термін репродуктивна справедливість поєднує репродуктивні права та соціальну справедливість. Він був придуманий і сформульований як організаційна структура групою чорношкірих жінок, які об’єдналися з цією метою в 1994 році і назвали себе Жінками африканського походження для репродуктивної справедливості. Вони зібралися в Чикаго на конференцію, організовану Illinois Pro-Choice Alliance і Ms. Foundation for Women з наміром зробити заяву у відповідь на запропонований адміністрацією Клінтона план Обов'язкового медичного страхування. Вони запустили програму, опублікувавши заяву на всю сторінку під назвою «Чорношкірі жінки про загальну реформу охорони здоров’я» з 800+ підписами в The Washington Post і Roll Call, присвяченій репродуктивній справедливості в критиці плану охорони здоров’я Клінтона. Жінки, які створили систему репродуктивної справедливості: Тоні М. Бонд Леонард, преподобна Алма Кроуфорд, Евелін С. Філд, Террі Джеймс, Бісола Маріньей, Кассандра Макконнелл, Синтія Ньюбілл, Лоретта Росс, Елізабет Террі, «Айбл» Мейбл Томас, Віннетт П. Вілліс і Кім Янгблад.

## Визначення
Лоретта Росс, співзасновниця та національна координаторка колективу SisterSong Women of Color Reproductive Justice Collective з 2005 по 2012 рік, визначає репродуктивну справедливість як структуру, створену кольоровими активістками для вирішення питання про перетин раси, статі, класу, здібності, національність та сексуальність. Концепція репродуктивної справедливості була створена цими активістками через розчарування домінуючою парадигмою «за аборти». Ці жінки вважали, що, незважаючи на законний доступ до таких варіантів, як аборт, вони не можуть робити репродуктивний вибір так легко, як їхні більш привілейовані колежанки. Для них репродуктивна політика була не про вибір, а про справедливість.
Трьома основними цінностями репродуктивної справедливості є право мати дитину, право не мати дитини та право мати дитину чи дітей у безпечному та здоровому середовищі. :62 Ця структура переміщує репродуктивні права жінок за рамки юридичних і політичних дебатів, щоб включити економічні, соціальні фактори та фактори здоров'я, які впливають на репродуктивний вибір жінок і здатність приймати рішення.
Визначаючи репродуктивну справедливість, активістки часто посилаються на концепцію інтерсекційності, яка використовується для аналізу різноманітного життєвого досвіду, який люди можуть мати в результаті того, як їхні категорії ідентичності, такі як раса, клас, стать і сексуальність, взаємодіють одне з одним. Прихильниці репродуктивної справедливості використовують цю структуру, щоб висвітлити, як жінки, які стикаються з більшим суспільним пригніченням у своєму повсякденному житті внаслідок їх міжсекційної ідентичності, також стикаються з вищим рівнем пригнічення у своєму репродуктивному житті. Це означає, що пригнобленим часто важче отримати доступ до медичної допомоги через такі фактори, як освіта, дохід, географічне розташування, імміграційний статус та інше.

## Проблеми

#### Сексуальна освіта
У всьому світі багатьом людям бракує якісного розуміння сексуальної освіти. Організації охорони здоров’я повинні надавати секс-освіту, включаючи інформацію та послуги з легким доступом, якими можна користуватися. Це має включати знання щодо вибору партнерів чи партнерок, вибір часу, можливого шлюбу та знання щодо згоди на секс. З 1996 по 2007 рік Конгрес США виділив понад 1,5 мільярда доларів на програми сексуальної освіти. Коли фінансування не надається на комплексну секс-освіту, студентів та студенток не навчають, як запобігти вагітності та ІПСШ. «Адвокати для молоді» обговорюють, як освітні програми, що стосуються лише утримання від сексу, не є ефективними для затримки початку сексуального життя або скорочення підліткової вагітності. Навпаки, випускники програм, що стосуються лише утримання, більш схильні до сексуальної активності, не знаючи, як запобігти вагітності та передачі захворювань. Прихильники репродуктивної справедливості закликають до всебічної сексуальної освіти, щоб усі молоді люди були свідомими.

#### Контрацепція
Прихильники репродуктивної справедливості пропагують право кожної людини бути поінформованою про всі варіанти контрацепції та мати доступ до вибору. Надаючи жінкам знання про контрацепцію та доступ до неї, рух за репродуктивну справедливість сподівається зменшити кількість небажаних вагітностей і допомогти людям повернути контроль над своїм тілом.

#### Доступ до абортів
Прихильники репродуктивної справедливості, такі як SisterSong і Planned Parenthood, вважають, що всі жінки повинні мати можливість зробити безпечний і доступний аборт, якщо вони цього захочуть. Наявність безпечного, місцевого та доступного за ціною доступу до послуг з переривання вагітності є важливою частиною забезпечення високоякісної медичної допомоги для жінок. Вважається, що доступ до послуг з переривання вагітності без обмежувальних бар’єрів є важливою частиною медичної допомоги, оскільки «…вимушений аборт є однією з найпоширеніших медичних процедур у США… Майже половина американок протягом життя мають один або кілька». Ці організації вказують на дослідження, які показують, що коли доступ до абортів є забороненим або важким, аборти неминуче будуть відкладені, а проведення аборту протягом 12 тижнів або довше збільшує ризики для здоров’я жінки та підвищує вартість процедур. Американська медична асоціація повторює важливість усунення перешкод на шляху до переривання вагітності на ранніх термінах, дійшовши висновку, що ці бар'єри збільшують гестаційний вік, на якому відбувається індукована вагітність, тим самим збільшуючи ризик, пов'язаний з процедурою.
Групи меншин відчувають бідність і високі показники вагітності через відсутність доступної сексуальної освіти та контрацепції. Крім того, жінки з домогосподарств з низьким рівнем доходів частіше звертаються до неофіційних абортів, через що частіше потрапляють у лікарню через ускладнення, пов’язані з процедурою, ніж жінки з високим рівнем доходу. Додаткові перешкоди для доступу включають відсутність безпеки для постачальників послуг і пацієнток у закладах для абортів, консервативних політичних законодавців, які виступають проти абортів, та громадян, які їх підтримують, а також відсутність кваліфікованих постачальників послуг, що роблять аборти, особливо в сільській місцевості.
Доступ до абортів є особливо складним для жінок у в’язницях та центрах утримання іммігранток. Прихильниці репродуктивної справедливості стверджують, що заборона доступу до абортів у цих закладах може розглядатися як порушення 8-ї поправки Конституції США, яка запобігає жорстоким і незвичайним покаранням.
Організації, які пропагують репродуктивну справедливість, такі як NOW і Planned Parenthood, прагнуть забезпечити більший доступ до безпечних абортів за низькою ціною і без зовнішнього тиску. Вони виступають за збільшення страхового покриття абортів, зменшення стигми та небезпеки, пов’язаної з абортом, скасування сповіщень батьків для підліток, навчання більшої кількості лікарів і клінік для забезпечення безпечних абортів та підвищення обізнаності про аборт.

#### Догляд за пологами

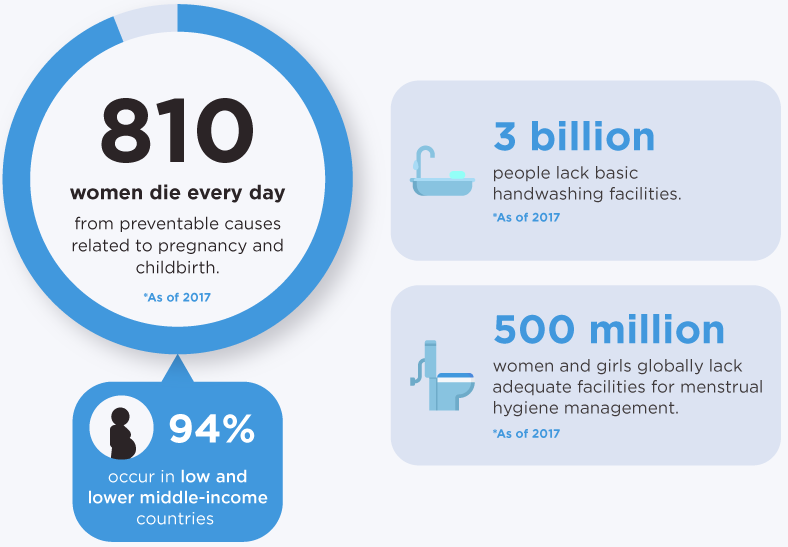
810 жінок щодня вмирають від ускладнень вагітності та пологів, які можна попередити (станом на 2017 рік)

Дослідники виявили, що жінки кольору стикаються зі значними расовими відмінностями в результаті пологів. З найгіршими наслідками можуть стикнутися чорношкірі жінки. Наприклад, чорні жінки в 3-4 рази частіше помирають від причин, пов’язаних з вагітністю, ніж білі жінки. Хоча частиною проблеми є поширеність бідності та відсутність доступу до медичних послуг серед кольорових жінок, вчені виявили відмінності між усіма економічними класами. Чорна жінка з високим ступенем має більшу ймовірність втратити дитину, ніж біла жінка з освітою нижче середньої. Частково це пов’язано з расизмом в системі охорони здоров’я. Дослідження показали, що медичний персонал рідше вірить у сприйняття чорношкірими людьми власного болю, і з’явилося багато історій про те, що чорношкірі жінки зазнали медичної недбалості в лікарнях і вмирали від ускладнень вагітності, які можна було б вилікувати. Вчені також виявили, що стрес від життя людини кольору в расистському суспільстві впливає на фізичне здоров’я. Додаткові навантаження під час вагітності та пологів на тіло жінки можуть мати фатальні наслідки.
Прихильниці репродуктивної справедливості стверджують необхідність усунення расових відмінностей у материнському здоров’ї шляхом системних змін у системах охорони здоров’я, а також особливо виступають за доступ до акушерської моделі допомоги. Було показано, що модель акушерської допомоги покращує результати пологів, але вона часто не покривається медичним страхуванням і тому доступна лише для заможніших жінок. Групи репродуктивної справедливості виступають за доступ до акушерської допомоги не тільки для того, щоб виправити расові відмінності в результатах пологів, але й тому, що вони вірять, що кожна жінка має право людини народжувати будь-яким способом, який вона забажає, включно з домашніми пологами чи моделлю акушерських пологів у пологовому центрі або лікарні.
Сексуальне насильство
Репродуктивне правосуддя також зосереджується на забезпеченні захисту від зґвалтування, небажаної сексуальної активності, яка відбувається, коли на жінку чи дівчинку тиснуть, обманюють, погрожують або примушують нефізичним способом, коли йдеться про партнерів. У 2014 році Сьюзен Ліхі провела дослідження, яке зосереджується на ненасильницькому сексуальному насильстві. Чорношкірі жінки стають жертвами тривожно частіше, ніж білі. «17 % чорношкірих жінок зазнали певної форми сексуального примусу з боку своїх домашніх партнерів. Ця проблема була відома ще з часів The Civil Rights, в якій жінки використовували цей фокус, щоб боротися за свої права на своє тіло та боротися з сексуальними порушеннями щодо них.

#### ЛБК+ жінки
Доступ до послуг з репродуктивного здоров’я більш обмежений серед ЛБК+-спільноти, ніж серед гетеросексуалок. Це видно з меншої кількості навчальних годин, які отримують студенти, які навчаються в галузі медицини, щодо проблем зі здоров’ям, з якими стикаються ЛГБТК. Дані також показують, що після того, як студенти закінчують навчання та стають постачальниками медичних послуг, вони часто мають гетеронормативне ставлення до своїх пацієнток та пацієнтів. На додаток до нижчих освітніх стандартів і явного клінічного упередження щодо негетеросексуальних пацієнток, існує також обмежена кількість досліджень у сфері охорони здоров’я, які спеціально застосовні до ЛГБТК-спільноти.
Як і гетеросексуальні жінки, ЛБК-жінки все ще потребують доступу до сексуальної освіти, сексуального та репродуктивного здоров’я, таких як тестування та лікування ІПСШ, контрацепція та аборт. Незважаючи на міфи, ЛБК-жінки все ще можуть зіткнутися з небажаною вагітністю. Багато стикаються з підвищеним ризиком деяких ІПСШ, наприклад, ВІЛ. Доступ до лікування безпліддя та усиновлення також є проблемою репродуктивної справедливості для багатьох негетеро жінок. Упередження щодо ЛБК-жінок є проблемою репродуктивної справедливості, яка впливає на їх особисту автономію, безпеку та здатність створювати та підтримувати здорові сім’ї. Створення сім’ї є правом людини для всіх людей відповідно до репродуктивної справедливості. Транс-люди з жіночою анатомією поділяють ці проблеми; крім того, доступ до гормонів, що підтверджують стать, вважається репродуктивним питанням, необхідним для їх особистої автономії. Транс-люди в США, особливо кольорові транс-люди, стикаються з найсерйознішими упередженнями та насильством щодо ЛГБТ-спільноти.

#### Економічна справедливість
Через інституційний расизм жінки кольору в США заробляють значно менше, ніж білі чоловіки, а також значно менше, ніж білі жінки або кольорові чоловіки. Це впливає на їхню здатність дозволяти собі контрацепцію, репродуктивне здоров’я та аборти, а також на їхню здатність мати стільки дітей, скільки вони хочуть, і виховувати свої сім’ї з достатніми ресурсами. Через економічні обмеження жінки кольору частіше, ніж інші жінки, відчувають необхідність переривання вагітності. Вони також частіше живуть у бідності, оскільки мають більше дітей, ніж можуть дозволити собі піклуватися. Жінки з низькими доходами, швидше за все, покладаються на державну соціальну підтримку, що часто ще більше обмежує їхній доступ до контрацепції, послуг з репродуктивного здоров’я, абортів та високоякісної материнської допомоги, наприклад, акушерських послуг.

#### Екологічна справедливість
Екологічна репродуктивна справедливість заснована на тому, щоб гарантувати, що репродуктивне здоров’я та можливості жінок не обмежуються забрудненням навколишнього середовища. Оскільки репродуктивна справедливість пов’язана з добробутом громади, у статті Кетлін М. де Оні 2012 року в Environmental Communication стверджується, що репродуктивну справедливість слід розуміти поряд із екологічною справедливістю та зміною клімату. Прихильниці репродуктивної справедливості організовуються для екологічної справедливості, тому що такі проблеми, як нездорова питна вода та токсини в косметичних продуктах, можуть вплинути на фізичне та репродуктивне здоров’я та здоров’я дітей. Криза з водою у Флінт-Мічигані часто наводиться як приклад цього, тому що малозабезпечена громада, яка в основному складається з людей кольору, була змушена використовувати токсичну питну воду, ситуація, яка, ймовірно, не була б завдана багатшій, білій громаді.

### Участь ООН
Під егідою Організації Об’єднаних Націй є кілька організацій, чиї цілі стосуються або сприяють репродуктивній справедливості. Серед них Конвенція про ліквідацію всіх форм дискримінації щодо жінок, яка підкреслює права жінок на репродуктивне здоров’я та на вибір «кількості та інтервалів» між пологами, а також доступ до ресурсів, які дозволять їм це робити. Конвенція проти катувань та іншого жорстокого, нелюдського чи такого, що принижує гідність, поводження «інтерпретується як відмова жінок у послугах планування сім’ї». Комітет ООН з ліквідації расової дискримінації також був залучений до руху за репродуктивну справедливість, наприклад, коли виконавча директорка SisterSong представила їм тіньовий звіт, написаний SisterSong, Центром репродуктивних прав та Національним латиноамериканським інститутом репродуктивного здоров'я у 2014 році. У ньому кризу материнської смертності в США серед кольорових матерів було описано як проблему прав людини, і комітет ООН прийняв усі рекомендації доповіді.
ООН також спонсорує конференції та саміти на тему розширення прав і можливостей жінок, і ці події історично сприяли розвитку руху за репродуктивну справедливість. Міжнародна конференція з народонаселення та розвитку є основним прикладом.